# Бальбоа, Марсело
Марсе́ло Бальбо́а (англ. Marcelo Balboa; 8 августа 1967, Чикаго, США) — американский футболист, защитник, в 1990-х годах игравший за сборную США. Один из сильнейших игроков в истории США. После завершения карьеры работает комментатором. Член Национального футбольного Зала славы США.

## Карьера
Марсело Бальбоа играл в обороне сборной на чемпионатах мира 1990 и 1994 годов (его дебют в сборной состоялся 10 января 1988 против Гватемалы). Бальбоа был назван футболистом года в США в 1992 и 1994 годах. В 1995 году он стал первым игроком США, сыгравшим свыше 100 матчей за сборную.
В 1995 и 1996 годах Марсело играл за «Леон» в чемпионате Мексики, затем Бальбоа подписал контракт с «Колорадо Рэпидз», где затем играл шесть сезонов, при этом почти всё это время он был капитаном команды. В 2002 году Марсело перешёл в «Метростарз», но сыграл там всего пять минут за весь год, остальное время просидев на скамье запасных из-за травм.
Бальбоа закончил свою карьеру в сборной США со 127 матчами (2-й результат в стране и 9-й в мире на тот момент) и 13 голами на счету. В 2005 году Бальбоа был избран в команду MLS всех времён и в Национальный Футбольный Зал славы.

## Личная жизнь
Бальбоа, американец аргентинского происхождения, вырос в Серритосе, Калифорния. Его отец Луис был профессиональным игроком в Аргентине, а также играл за «Чикаго Мустангс» в Североамериканской футбольной лиге.